# Pulvinaria hazeae
Pulvinaria hazeae är en insektsart som beskrevs av Kuwana 1902. Pulvinaria hazeae ingår i släktet Pulvinaria och familjen skålsköldlöss. Inga underarter finns listade i Catalogue of Life.